# Prirodni način uzgoja životinja
Prirodni način uzgoja životinja označava način ekološkog stočarstva, koje se temelji ili orijentira se na prirodnim uvjetima života životinja i na taj način može očuvati prirodno ponašanje bića. Nastoji, nasuprot konvencionalnoj poljoprivredi, kao što je industrijska poljoprivreda, životinjama prilagoditi uvjete držanja njihovim potrebama i omogućiti im relativno prirodan život. 

## Kriteriji
Stanište životinja trebaju sadržavati dovoljno prostora za svaku životinju, kao što ju životinja ima u prirodnom okruženju.
Ishrana treba biti prirodna.